# Truncatoflabellum martensii
Truncatoflabellum martensii är en korallart som först beskrevs av Studer 1878.  Truncatoflabellum martensii ingår i släktet Truncatoflabellum och familjen Flabellidae. Inga underarter finns listade i Catalogue of Life.